# The Great War: American Front
The Great War: American Front is een fictief geschiedenisboek uit 1998. Het is het tweede deel van een beschrijving van een alternatieve geschiedenis van de Verenigde Staten van de Amerikaanse auteur Harry Turtledove en het vervolg op How Few Remain. Het vormt het eerste deel van de trilogie The Great War, die de Unie en de Confederatie volgt tijdens een alternatieve Eerste Wereldoorlog. American Front beschrijft het eerste jaar van deze oorlog. De Verenigde Staten staan hierbij aan de kant van de Centralen, en de Geconfedereerde Staten aan de kant van de Entente. In tegenstelling tot How Few Remain zijn de hoofdrolspelers geen historische personages meer, maar fictieve personen. Wel komen historische personages als Theodore Roosevelt, George Custer en Woodrow Wilson nog in de boeken voor.

## Plot
Na de overwinning van de Confederatie in de Tweede Mexicaanse Oorlog hebben de Verenigde Staten schoorvoetend de aankoop van de Mexicaanse provincies Sonora en Chihuahua door de Confederatie moeten accepteren. Dit drijft de Verenigde Staten in het kamp van de tegenstanders van de Confederatie, Frankrijk en het Britse Rijk, namelijk de Centralen. De Verenigde Staten organiseert industrie en leger naar Pruisisch-Duits voorbeeld. De Confederatie heeft inmiddels slavernij de jure afgeschaft, maar de facto heerst er een soort apartheid avant la lettre en zijn zwarten nog steeds tweederangsburgers. Omdat zwarten geen achternamen mogen hebben, hebben de meeste zwarte mannen in de CSA in het oog springende namen uit de Oudheid als Scipio, Cassius, Agamemnon en Leonidas. De dubbele nederlaag in de Secessieoorlog en de Tweede Mexicaanse Oorlog leidt in het noorden tot een 'revanchegedachte' en in het zuiden tot een superioriteitsgevoel.
In 1914 vindt de aanslag op Franz Ferdinand plaats, niet door Princips pistoolschot, maar door een bom (vermoedelijk de granaat van Čabrinović, die in werkelijkheid tijdig door de prins werd weggeworpen). De Verenigde Staten en de Confederatie steunen hun Europese bondgenoten waardoor de oorlog onvermijdelijk escaleert naar Noord-Amerika. De bevolking steunt aan beide kanten euforisch de oorlog. In de Verenigde Staten is Theodore Roosevelt president, en grijpt de kans op wraak voor de twee verloren oorlogen in de 19e eeuw met beide handen aan. Thomas Woodrow Wilson, president van de Confederatie, is voorzichtiger en wil eigenlijk de oorlog liever niet. Toch ziet hij zich door zijn achterban gedwongen en verklaart de Unie de oorlog. Voor een uitzinnige menigte op Capitol Square in Richmond kondigt Woodrow Wilson de oorlogsverklaring aan. Aan beide kanten worden de rekruteringsbureaus bestormd door enthousiaste vrijwilligers.
Verspreid over het continent wordt nu op verschillende fronten gevochten. In het oosten ontstaat een loopgravenoorlog, terwijl de strijd in het westen beweeglijker is. Canada wordt binnengevallen maar de Canadezen verdedigen hun steden en hebben een zeebrug met het Verenigd Koninkrijk. De Unietroepen proberen de Geconfedereerde havenstad Guaymas te bezetten, maar de campagne loopt vast. Met veel moeite rukken de Amerikanen zuidwaarts op door Kentucky en Arkansas, en in het oosten proberen ze meermaals tevergeefs Big Lick in Virginia te bezetten (vergelijkbaar met Ieper). In het uiterste oosten is het de Confederatie die het initiatief neemt en Washington, Maryland en een deel van Pennsylvania bezet. Ook dit offensief loopt uiteindelijk dood. In Europa verloopt de oorlog ruwweg hetzelfde als de Eerste Wereldoorlog. Op zee ontstaat een kat-en-muisspel tussen de Amerikaanse, Duitse, Geconfedereerde, Britse en Japanse marines, hoewel de Amerikanen wel bij verrassing de Sandwicheilanden op de Engelsen weten te veroveren.
De oorlog heeft verschillende sociale gevolgen, beschreven vanuit de oogpunten van de hoofdpersonen. Steeds meer mannen worden opgeroepen in dienst, en vrouwen (en in het zuiden zwarten) nemen hun plaats in de fabrieken in. Dit maakt hen zelfbewuster, en de zwarten zijn minder en minder bereid blanke suprematie te accepteren en raken meer en meer onder de invloed van het militante socialisme. De mormonen komen in opstand tegen de overheid en verdedigen zich fanatiek tegen het leger dat Utah terug probeert te veroveren. De Amerikanen proberen naar Duits voorbeeld de patstelling te doorbreken door het gebruik van chemische wapens. Ook ontwerpen ze een helm die het hoofd van de soldaten beter beschermt (Stahlhelm). Allengs wordt het 1915, en het einde is nog steeds niet in zicht. Ten slotte komen eind 1915 overal in de Confederatie de zwarten in opstand.